# Selfie (film, 2018)
Pour les articles homonymes, voir Selfie (homonymie).
Pour plus de détails, voir Fiche technique et Distribution.
Selfie (en russe : Селфи) est un thriller psychologique du réalisateur russe Nikolaï Khomeriki, réalisé d'après un scénario de Sergueï Minaïev à partir du roman de ce dernier Sans âme au XXIe siècle. Le Selfie. La sortie officielle du film a eu lieu le premier février 2018 en Russie.
Les rôles principaux sont tenus par Constantin Khabenski et Fiodor Bondartchouk. Anna Mikhalkova joue le rôle de l'épouse de l'écrivain et Severija Janusauskaite celui d'une amie.
Le film est produit par Piotr Anourov, Fiodor Bondartchouk et Dmitri Roudovski.

## Synopsis
Le monde du XXIe siècle offre aux amateurs de Show Business la possibilité d'atteindre la vie des idoles à travers des réseaux sociaux et Instagram par lesquels il est facile de connaître le quotidien des célébrités. Ces réseaux sont aussi un outil publicitaire, une preuve de popularité, qui peut se vendre cher. L'écrivain Vladimir Bogdanov partage ces vues cyniques qui permettent de se construire une carrière. Mais il va devoir regarder le monde autrement.
Figure précieuse de sa maison d'édition, il accède à tout ce que tout le monde espère obtenir avec le succès: des amis, du plaisir, la popularité. Il passe par une petite période de moindre créativité et en revenant un jour d'une promenade, le gardien de son immeuble l'empêche de rentrer en lui disant qu'il est déjà chez lui. Un double parfait a pris subitement place dans sa vie. Il lui prend son travail, sa popularité, sa femme, ses flirts le tout en étant plus brillant, plus charismatique que lui-même. Ce double est comme un selfie amélioré par des filtres. Les proches de Bogdanov sont tous aveuglés, sauf sa fille qui sait reconnaître son vrai père. Poussé dans un coin, rejeté par ses anciens amis Bogdanov aura-t-il droit à l'existence ?

## Fiche technique
- Titre original : Селфи
- Titre français : Selfie
- Réalisation : Nikolaï Khomeriki
- Scénario : Sergueï Minaïev
- Costumes : Tatiana Dolmatovskaïa
- Photographie : Vladislav Opeliants
- Montage : Rouslan Gabdrahmanov
- Musique : Igor Vdovine
- Producteurs : Piotr Anourov, Fiodor Bondartchouk, Dmitri Roudovski
- Pays d'origine : Russie
- Format : Couleurs - 35 mm
- Genre : thriller
- Durée : 112 minutes
- Date de sortie :
  -  Russie : 1er février 2018

## Distribution
- Constantin Khabenski : Vladimir Bogdanov et le double
- Ioulia Khlynina : Janna
- Maria Serova : Dacha
- Anna Mikhalkova : Vika
- Fiodor Bondartchouk : Maxime, le meilleur ami du héros
- Severija Janusauskaite : Lera
- Nikolaï Khomeriki : Bomj
- Sergueï Minaïev : l'écrivain